# Chiesa di Santa Teresa (Mantova)
La chiesa di Santa Teresa è una chiesa della città di Mantova, fondata e officiata dai Carmelitani Scalzi; è dedicata alla loro fondatrice, Santa Teresa d'Avila, e a San Giuseppe.

## Storia

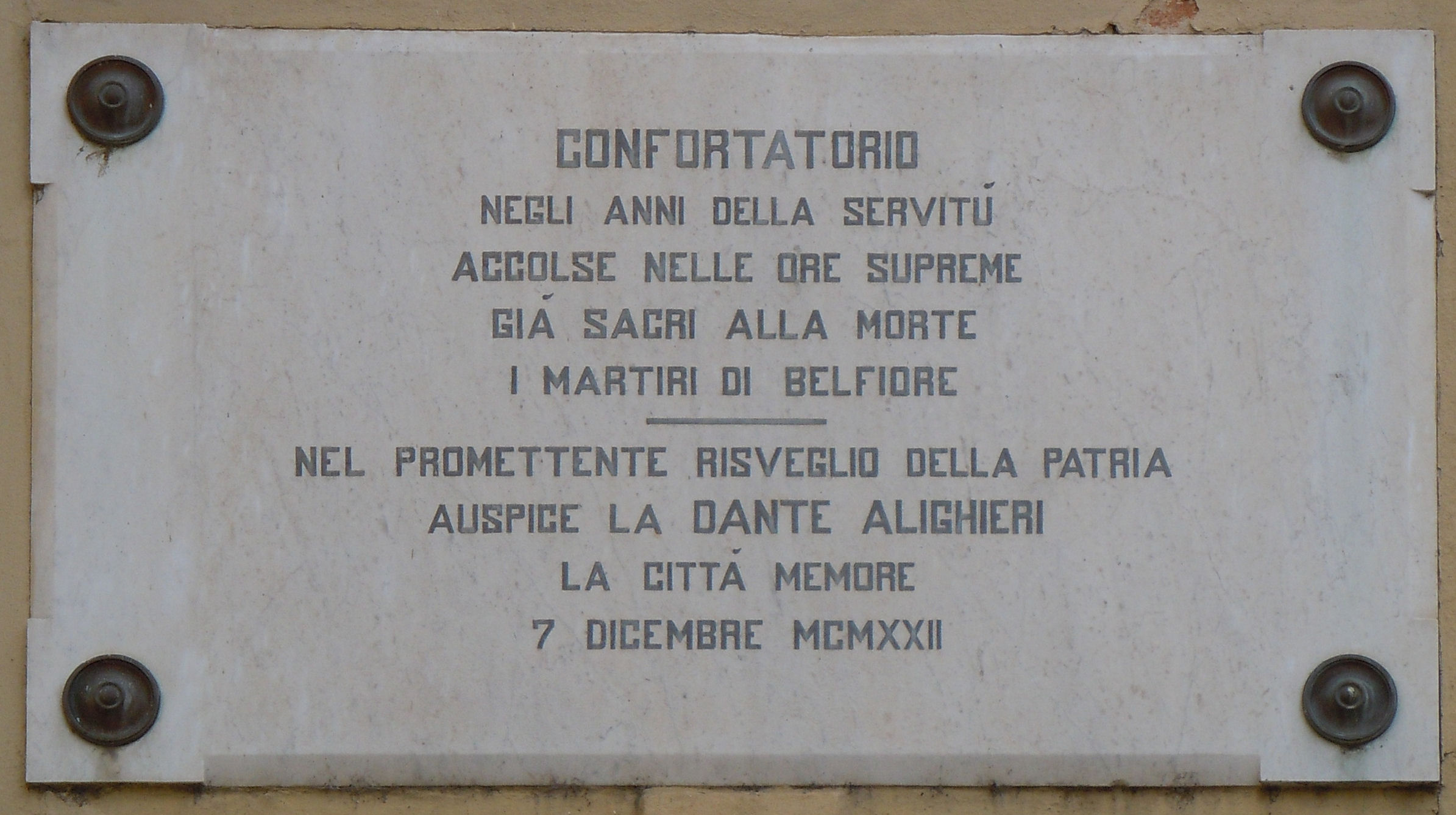
Lapide in memoria dei Martiri di Belfiore

I frati giunsero a Mantova nel 1646, per iniziativa della duchessa Maria Gonzaga, e si stabilirono nel convento di San Nicolò, nei pressi del Gradaro (oggi scomparso). Pochi anni dopo, ebbero in dono un'area più centrale, adiacente alla Chiesa del Carmelino, dove fondarono il nuovo convento (a partire dal 1661) e, nel 1668, la chiesa. Per effetto delle soppressioni napoleoniche, nel 1805 il convento fu requisito e destinato ad uso militare.
Nel 1851, fu adibito a carcere dagli Austriaci. Nelle celle che erano originariamente destinati ai frati, furono rinchiusi, nei giorni precedenti l'esecuzione capitale, alcuni patrioti italiani destinati al Martirio di Belfiore. Lì ricevettero i conforti religiosi da Luigi Martini e da lì partirono la mattina destinata alla loro impiccagione sulla riva del Lago Superiore nella località di Belfiore, oggi quartiere periferico di Mantova.
Il complesso religioso, con l'Unità d'Italia, ritornò alla sua destinazione originaria, prima con i Gesuiti e, dal 1936, nuovamente con i Carmelitani Scalzi.

## Descrizione

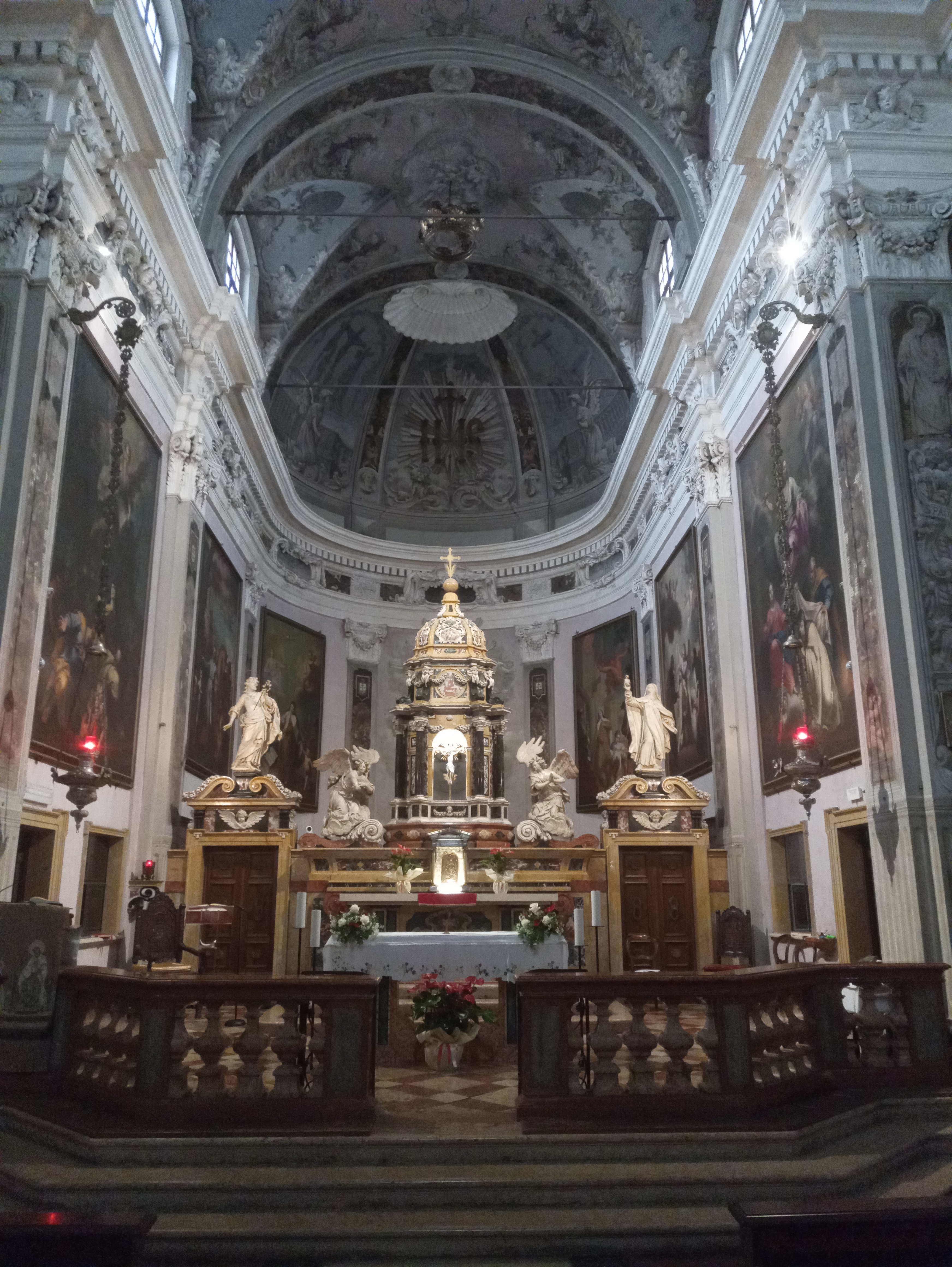
Presbiterio

La chiesa, che si presenta all'esterno con una facciata dalle linee essenziali, esprime la sua origine barocca all'interno: le cappelle, due a destra e due a sinistra, la navata, l'abside e il presbiterio sono riccamente decorati con rilievi a stucco, cancellate di ferro battuto e marmi policromi.
Sulle dodici lesene della navata e sulla volta sono raffigurati in chiaroscuro il Salvatore, gli Apostoli, santi e beati della Compagnia di Gesù. Le cappelle sulla destra sono dedicate a san Giovanni della Croce, compatrono della città (dipinto di Girolamo Brusaferro), e a Nostra Signora del Monte Carmelo (statua lignea di Ferdinando Perathoner Junior del 1956). Quelle a sinistra alla Sacra Famiglia (con statua di Santa Teresa di Gesù Bambino) e a Santa Teresa d'Avila (tela di Domenico Canuti con Gesù che appare a Santa Teresa d’Avila).
L'altare maggiore, con sfarzoso ciborio per l'ostensione del Santissimo Sacramento, e i portali laterali sono in marmi policromi, opera di Giovanni Battista Bianchi. Li decorano statue dei santi titolari e di due angeli, scolpite in legno dal mantovano Guglielmo Dolce. Alle pareti del presbiterio e del coro sono collocate sei grandi dipinti ad olio di Filippo Gherardi, con episodi della vita di santa Teresa.